# MPTP
L'MPTP (1-metil 4-fenil 1,2,3,6-tetraidro-piridina) è un composto secondario che si forma durante la sintesi della meperidina. Tale sostanza è neurotossica ed è in grado di causare sintomi analoghi alla malattia di Parkinson.
È anche un composto chimico che è legato agli analgesici oppiacei.
L'MPTP da solo non ha effetti oppiacei, ma può essere prodotto accidentalmente durante la creazione illegale di MPPP.
MPTP causa gli effetti collaterali del Parkinson, dal momento che alcuni utilizzatori di MPPP sviluppano questi sintomi. 
L'MPTP passa molto bene la barriera emato-encefalica, entra nelle cellule gliali dove le MAO-B (monoamino ossidasi- B) lo ossidano in MPP+. L'MPP+ entra nelle cellule dopaminergiche, in una zona cerebrale detta substantia nigra, sfruttando il carrier della dopamina e provoca morte del neurone perché inibisce la respirazione mitocondriale ed inoltre si instaura stress ossidativo che genera ulteriore danno.
La neurotossicità del MPTP fu scoperta nel 1976 dopo che Barry Kidston, studente di chimica di 23 anni del Maryland, sintetizzò MPPP e si iniettò il risultato. Fu contaminato dal MPTP e dopo tre giorni cominciò a esibire i sintomi della malattia di Parkinson. Il National Institute of Mental Health trovò tracce di MPTP nel suo laboratorio e per caso scoprì i suoi effetti provando la sostanza sui topi.
Nel 1982 a sette persone di Santa Clara County, California fu diagnosticato il Parkinson dopo aver usato MPPP contaminato con MPTP. J. William Langston, un neurologo, trovò che la causa era l'MPTP, testando i suoi effetti sui primati trovò casualmente una cura per tre dei sette pazienti affetti. In seguito scrisse un libro  sulla sua ricerca di una cura.